# Sharof Rashidov
Sharaf Rashidovich Rashidov (Uzbeque: Цароф Рацидович Рацидов; Russo: Парац Рацидович Рацидов; 6 de novembro de 1917, Jizaque - 31 de outubro de 1983, Tasquente) foi um líder do Partido Comunista no Uzbequistão, décimo primeiro secretário do Partido Comunista do Uzbequistão e membro do Comitê Central do PCUS entre 1961 e 1983. Rashidov ficou conhecido após o ''Escândalo do Algodão''

## Vida política
Nascido um dia antes da Revolução Russa de uma família camponesa pobre em Jizaque, Uzbequistão, Sharaf Rashidov trabalhou como professor, jornalista e editor de um jornal de Samarcanda. Ele voltou para casa em 1942 com ferimentos sofridos na frente alemã na Segunda Guerra Mundial. Tornou-se chefe da União de Escritores do Uzbequistão em 1949, e foi eleito para o cargo de Presidente do Presidium do Soviete Supremo uzbeque em 1950. Em 1959, tornou-se primeiro-secretário do Partido Comunista uzbeque, um cargo que ocupou até a morte em 1983.

## Escândalo do algodão
Na União Soviética, seu nome tornou-se sinônimo de corrupção, nepotismo e o Grande ''Escândalo do Algodão'' do final do período Brejnev. À medida que as ordens de Moscou para crescer quantidades crescentes de algodão, o governo uzbeque respondeu relatando crescimento milagroso em terras irrigadas e colhidas, e melhorias recordes na produção e eficiência. Hoje parece que a maioria desses registros foram falsificados. A liderança uzbeque usou essas figuras exageradas para transferir quantidades substanciais de riqueza dos fundos soviéticos centrais para o Uzbequistão. Rashidov morreu em 31 de outubro de 1983 em Tasquente. Imediatamente após sua morte, rumores se espalharam de que ele tinha percebido que estava prestes a ser desonrado e, assim, cometeu suicídio. No entanto, isso nunca foi confirmado.
Durante a década seguinte à morte de Rashidov, Moscou tentou recuperar o controle central sobre a RSS uzbeque, que havia enfraquecido na década anterior. Em 1986, foi anunciado que quase todo o partido e a liderança governamental da república haviam conspirado na falsificação de figuras de produção de algodão. Um expurgo maciço da liderança uzbeque foi realizado, com promotores trazidos de Moscou, levando a prisões, execuções e suicídios generalizados. Talvez nunca se saiba o quão alta a corrupção se estendeu, já que o próprio genro de Brejnev, Yuri Churbanov, foi implicado no caso. No resto da União Soviética, o Uzbequistão tornou-se sinônimo de corrupção, embora tal corrupção tenha sido generalizada em toda a União. Após a independência do Uzbequistão, Rashidov reemergiu como um herói nacional. Ele é visto no Uzbequistão como tendo sido um líder forte que encontrou uma maneira de desafiar habilmente Moscou e "vencer o sistema" enquanto conseguiu criar uma situação onde o Uzbequistão se tornou bastante autônomo do controle central.